# Kibara perkinsiae
Kibara perkinsiae är en tvåhjärtbladig växtart som beskrevs av K. Schum. & Lauterb.. Kibara perkinsiae ingår i släktet Kibara och familjen Monimiaceae. Inga underarter finns listade i Catalogue of Life.